# 紀元前802年
紀元前802年（きげんぜん802ねん）は、西暦による年。

## 他の紀年法
- 干支 : 己亥
- 中国
  - 周 - 宣王26年
  - 魯 - 孝公5年
  - 斉 - 成公2年
  - 晋 - 穆侯10年
  - 秦 - 荘公20年
  - 楚 - 熊徇20年
  - 宋 - 恵公29年
  - 衛 - 武公11年
  - 陳 - 釐公30年
  - 蔡 - 釐侯8年
  - 曹 - 戴伯24年
  - 鄭 - 桓公5年
  - 燕 - 釐侯25年
- 朝鮮
  - 檀紀1532年
- ユダヤ暦 : 2959年 - 2960年
- アッシリア暦 : 3949年
- 人類紀元 : 9199年